# 中國國民黨中央委員會組織發展委員會社會部
中國國民黨中央委員會組織發展委員會社會部，簡稱國民黨社會部，為中國國民黨中央委員會組織發展委員會轄下部門之一，負責社會服務、社團聯繫等工作。現任主任為水雲翔。

## 沿革
原為中國國民黨中央執行委員會民眾訓練部（後更名社會部）。1950年中國國民黨遷臺後進行改造，中央第五組負責社會工作。1972年改組為中央社會工作會，職司指導、主辦、襄助農民、勞工、工商、社會等運動與有關人民團體黨團活動之指導及社調、保防與服務工作。2000年總統大選失利後改造縮編為組織發展委員會社會部，2002年組織調整與志工推廣部合併為社會志工部。2024年總統大選失利後業務調整復名社會部。